# Tuna Kiremitçi
Tuna Kiremitçi (nascido em 24 de fevereiro de 1973) é um cantor, compositor e autor de romances policiais turco contemporâneo.
Ele geralmente é inspirado por tragédias de pessoas comuns, os dilemas de relações entre homem e mulher na sociedade e o tédio de envelhecer, que ele usou para criar conceitos tristes e felizes em suas obras, e é influenciado pelo "ironia romântica" trazida pelo professor Gürsel Aytaç para a literatura turca.
Nos anos 90, ele trabalhou como solista e compositor no grupo de rock Kumdan Kaleler, e juntos fizeram o álbum Denize Doğru em 1996. Depois de lançar seu primeiro álbum solo, Kendi Halinde, em 2007, ele colaborou com o grupo de rock Atlas no álbum Selam Yabancı (2013)  como solista e compositor. Junto com a Atlas, eles lançaram o EP Bir Uyumsuz Bulut em 2015.
Em 2010, em uma operação da polícia para identificar um marketing mafioso da prostituição de mulheres estrangeiras, ele foi convidado a fazer um depoimento à  Segurança Pública de Istambul sob o argumento de que havia encontrado clientes da máfia. Apesar dessas notícias de jornal, não há tal declaração nos registros policiais de Istambul.
Em 2013, ele adaptou Bu İşte Bir Yalnızlık Var e o transformou em um filme, com Engin Altan Düzyatan e Özgü Namal interpretando os papéis principais. No ano seguinte, ele trouxe Dualar Kalıcıdır ao palco, e Nurseli İdiz estrelou como o ator principal da peça.
Seus livros foram traduzidos para 16 idiomas diferentes. Kiremitçi tem um filho e uma filha. Por um tempo, ele trabalhou como jornalista para Cumhuriyet . Em 11 de junho de 2010, ele começou a escrever no apêndice Kelebek do jornal Hürriyet, mas encerrou seu trabalho com eles em 2012. Entre 2013–2014, ele escreveu artigos para o jornal Aydınlık. Desde 2020, ele escreve resenhas de romances policiais no jornal semanal Gazete Oksijen.
Kiremitçi afirmou que encerrou a carreira como escritor em 2016 e continuará apenas com música e poesia. No mesmo ano, começou a trabalhar no álbum Tuna Kiremitçi ve Arkadaşları . Tanto composições antigas quanto novas foram usadas no álbum e cantores como Pamela, Özge Fışkın, Gonca Vuslateri, Öykü Gürman, Gülçin Ergül, Jehan Barbur, Yıldız Tilbe, Sena Şener, Gökçe Bahadır e Gülay cantaram as musicas como participação especial. Após o lançamento das músicas no YouTube, em 2017 elas foram lançadas em álbum por Pasaj Müzik. O crítico de música alternativa Naim Dilmener (Hürriyet, 13 de janeiro de 2017) o descreveu como "Um bom álbum chegando no início de um novo ano", com o jornalista Asu Maro (Milliyet, 27 de janeiro de 2017) acreditou que era "O trabalho mais sincero dos últimos tempos. " O crítico musical Yavuz Hakan Tok (Milliyet Sanat, 13 de fevereiro de 2017) também comentaram sobre o álbum e escreveu: "Tuna Kiremitçi é um bom compositor. Ele encontra e escreve letras e melodias lindas e influentes, e tem feito isso desde quando era mais jovem. "
O álbum "Tuna Kiremitci and Friends" foi premiado em 2019 com um dos prêmios musicais mais importantes da Turquia, o "Golden Butterfly Award".
Em 2021, ele voltou a escrever romances depois de um longo tempo, e seu primeiro romance policial Mezun Cinayetleri (Assassinatos de Graduados) foi publicado pela Doğan Kitap. O crítico Sibel Oral comenta o romance da seguinte maneira: “Kiremitçi havia tentado algo difícil. Ele não caiu nas armadilhas dos clichês da narração do crime, ele escreveu um romance que era autoconfiante, conhecia sua história e, o mais importante, contou sua história muito bem. "
Ele é um estudante de pós-graduação no departamento de Cinema -TV MSGSÜ. <ref> {{citar web| url = http://www.msgsu.edu.tr/faculties/guzel-sanatlar-fakultesi/sinema-tv-}}